# Chloridoideae
Die Chloridoideae sind eine Unterfamilie innerhalb der Familie der Süßgräser (Poaceae).

## Beschreibung

### Vegetative Merkmale
Die Vertreter der Unterfamilie sind einjährige oder ausdauernde Gräser mit Rhizomen und Ausläufern, die rasenbildend oder niederliegend sind. Sie sind meist krautig, seltener verholzt. Die Halme sind fest oder hohl.
Die Laubblätter stehen distich. Das Blatthäutchen fehlt meist auf der abaxialen Seite, selten ist es als Haarkranz vorhanden. Adaxial ist es ein Häutchen. Die Blattspreiten sind meist relativ schmal mit Pseudo-Blattstielen. Die Nervatur ist parallel. Die Blattscheiden sind meist nicht geöhrt. Das Mesophyll ist gewöhnlich radiär angeordnet, ein adaxiales Palisadenparenchym fehlt. Die für C4-Pflanzen typische Kranz-Anatomie ist vorhanden. Die Mittelrippe ist einfach.

### Generative Merkmale
Die Blütenstände sind Ähren, verzweigte Ähren oder Trauben. Die Ährchen sind meist zwittrig, seltener eingeschlechtig, dann sind die Pflanzen häufig zweihäusig getrenntgeschlechtig (diözisch). Es sind zwei Hüllspelzen vorhanden. Die Ährchen sind meist seitlich zusammengedrückt und zerfallen über den Hüllspelzen. An den Deckspelzen werden selten Grannen gebildet und kommen meist in der Einzahl vor. Die Vorspelzen sind gut entwickelt. Es gibt zwei fleischige, kahle Lodiculae, sie können aber auch fehlen. Es werden ein bis drei Staubblätter gebildet. Der Fruchtknoten ist kahl und besitzt kein apikales Anhängsel. Es gibt zwei freie Griffel mit je einer Narbe.
Die Karyopse besitzt oft ein freies Perikarp. Der Nabel ist kurz. Das Endosperm ist hart, Fette fehlen, die Stärkekörner sind einfach oder zusammengesetzt. Der Embryo ist meist groß, selten klein. Ein Epiblast ist meist vorhanden, selten fehlend. Eine Scutellum-Spalte ist vorhanden. Das Internodium des Mesokotyls ist verlängert. Die Blattränder des Embryos berühren sich, seltener überlappen sie sich.

### Chromosomensätze und Stoffwechselwege
Die Chromosomengrundzahl beträgt x = (7, 8), 9 oder 10.
Die meisten Arten sind C4-Pflanzen vom PCK- oder NADME-Typ. Lediglich Eragrostis walteri und Merxmuellera rangei sind C3-Pflanzen.

## Systematik und Verbreitung
Die Unterfamilie Chloridoideae umfasste 2001 etwa 1400 Arten. Ihre Schwestertaxon sind die Arundinoideae. Die klassische Gliederung in Triben war 2001 durch molekularbiologische Daten nicht mehr gedeckt, es gab 2001 noch keine neue Gliederung.
Die Arten der Chloridoideae kommen besonders in Trockengebieten vor, besonders in den Tropen und Subtropen. In den gemäßigten Gebieten sind sie weniger vertreten.

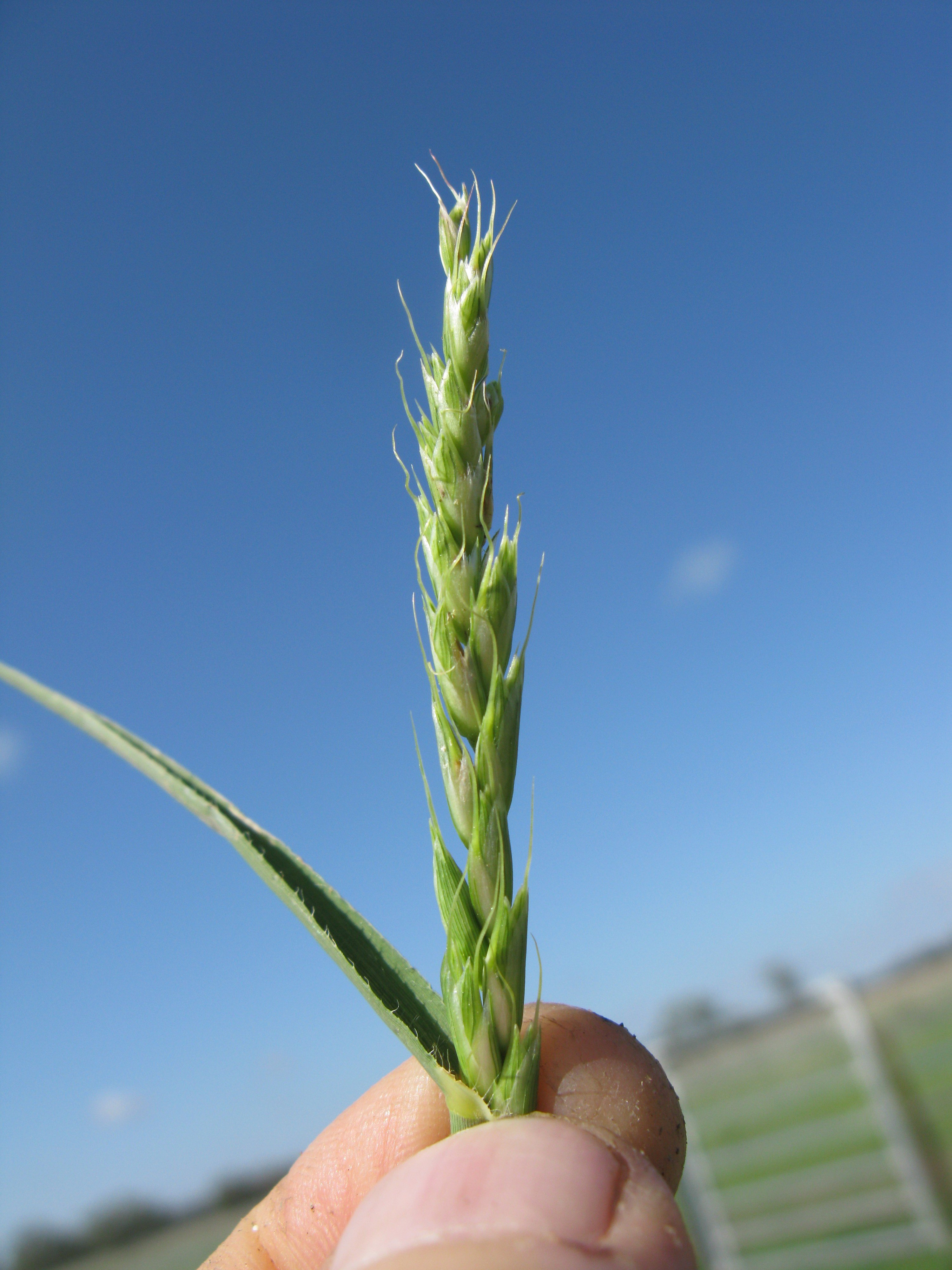
Tribus Cynodonteae: Astrebla lappacea

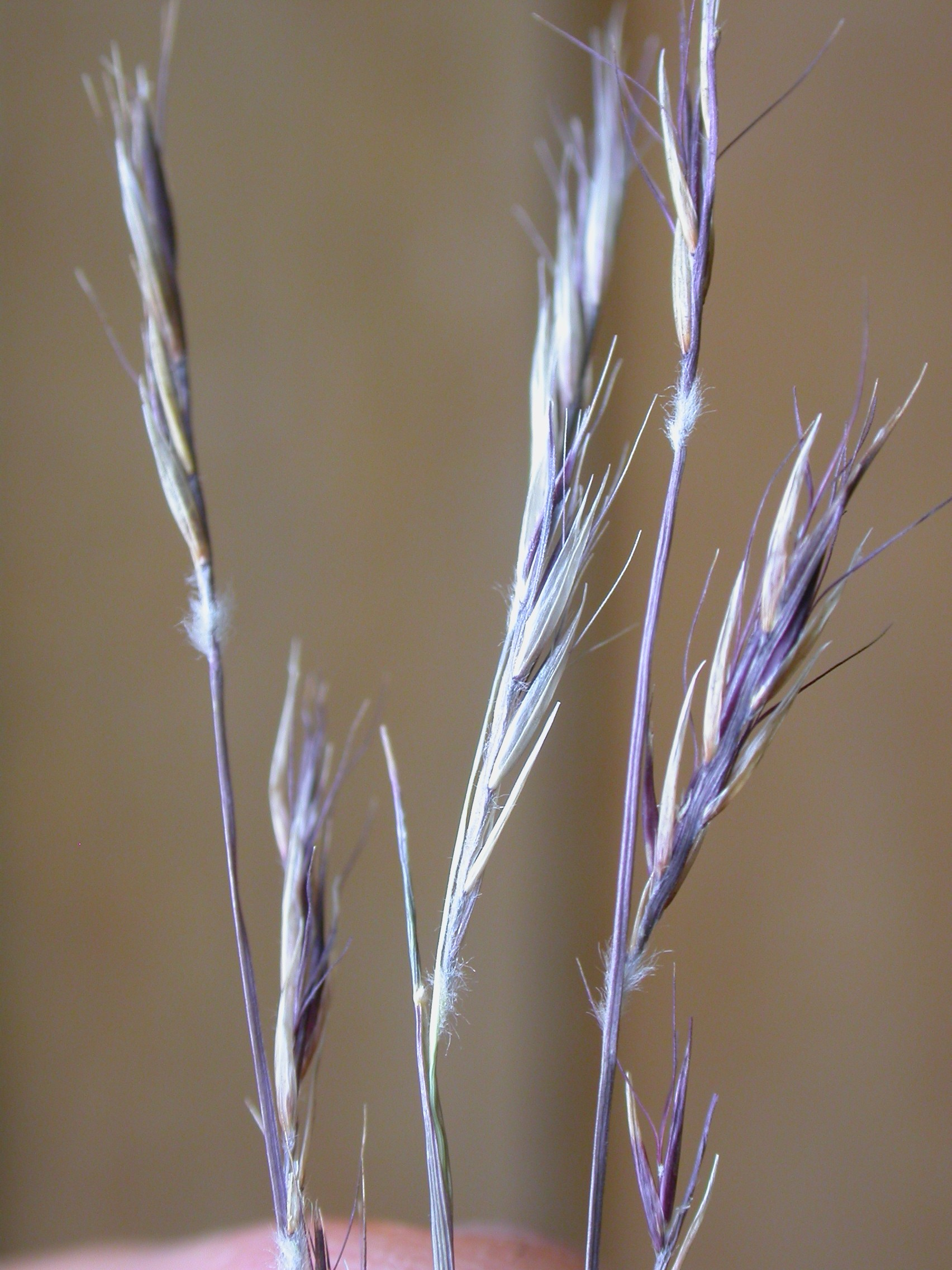
Tribus Cynodonteae: Bouteloua eriopoda

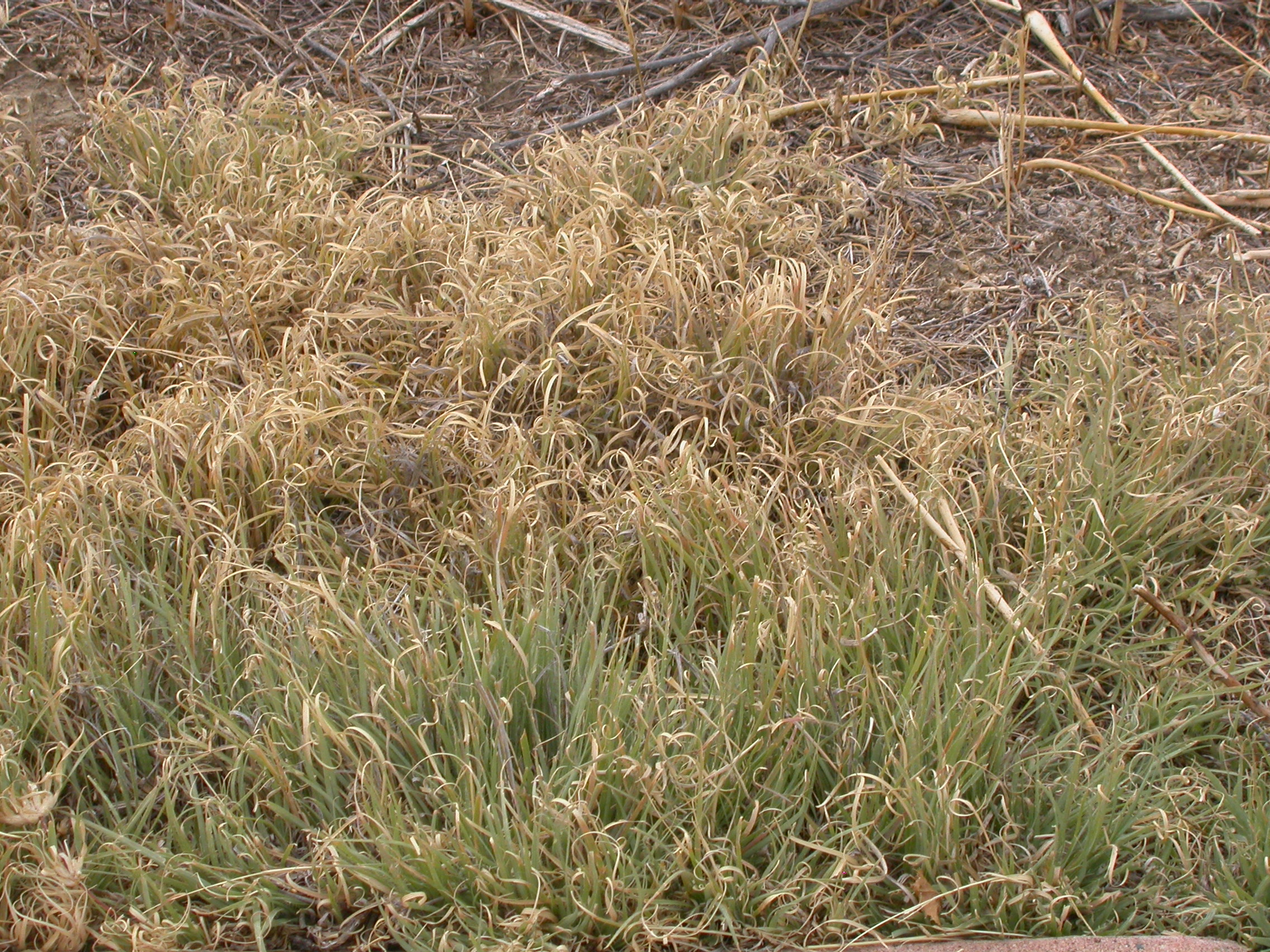
Tribus Cynodonteae: Buchloe dactyloides

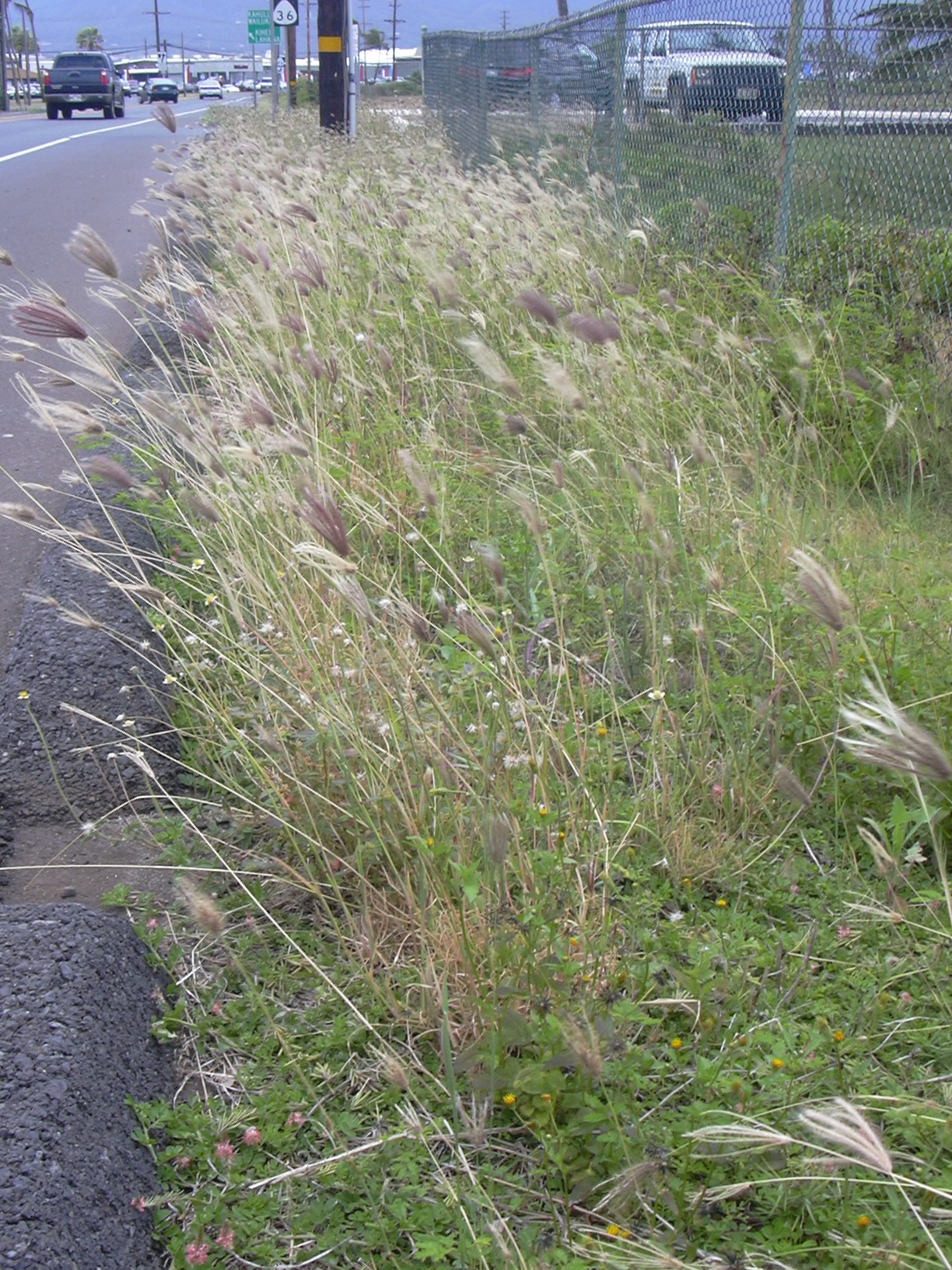
Tribus Cynodonteae: Chloris barbata

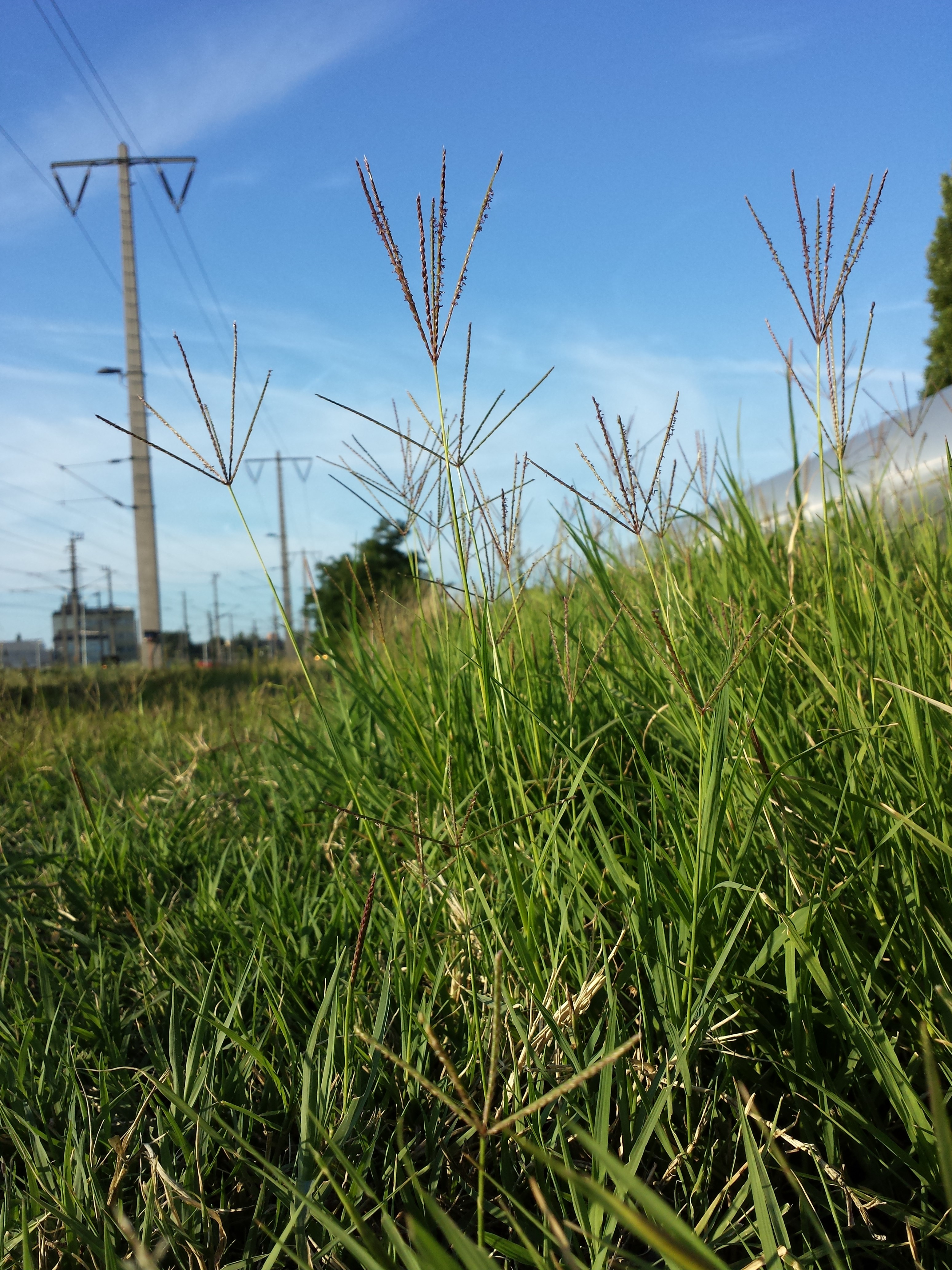
Tribus Cynodonteae: Hundszahngras (Cynodon dactylon)

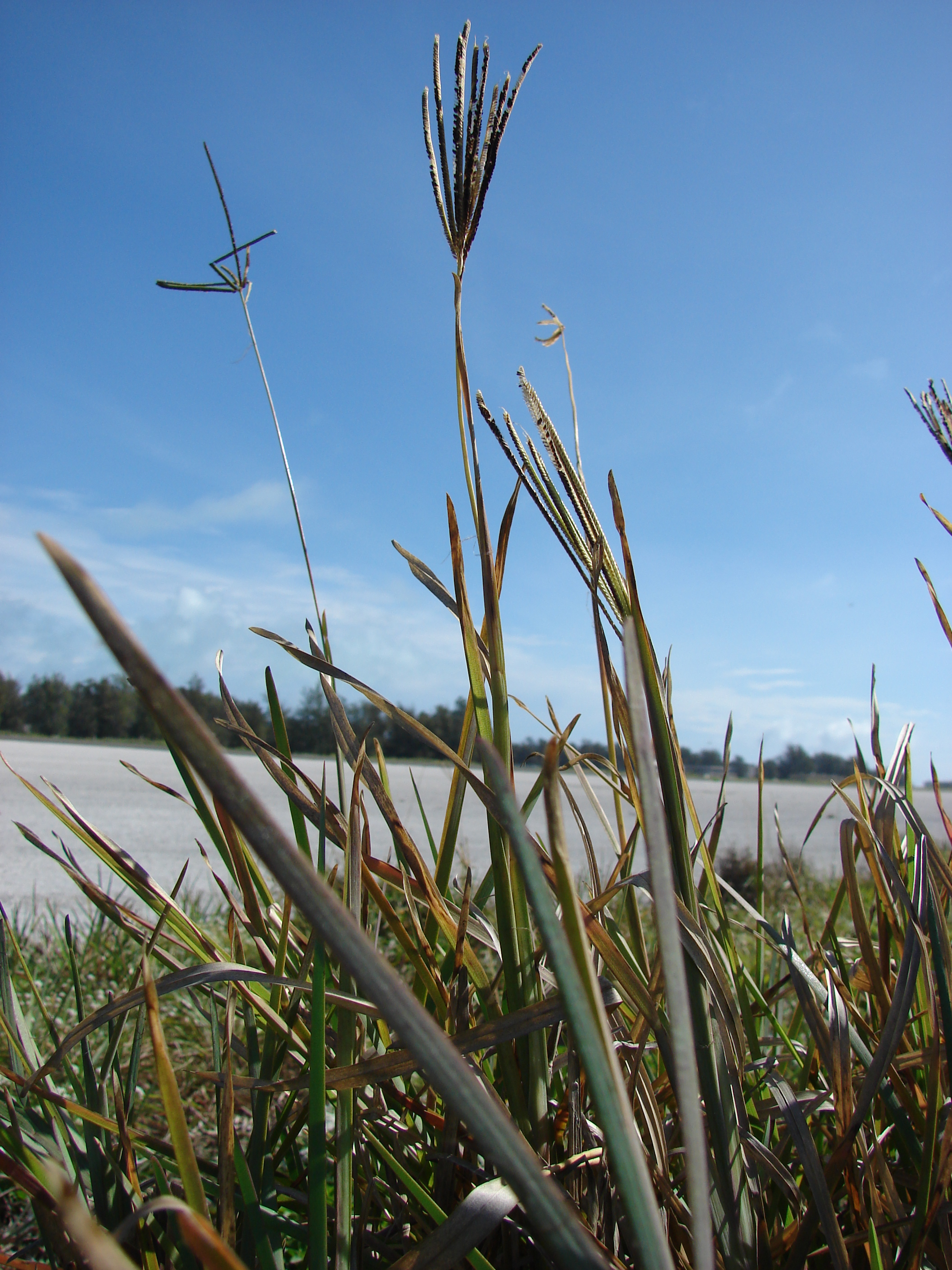
Tribus Cynodonteae: Eustachys petraea

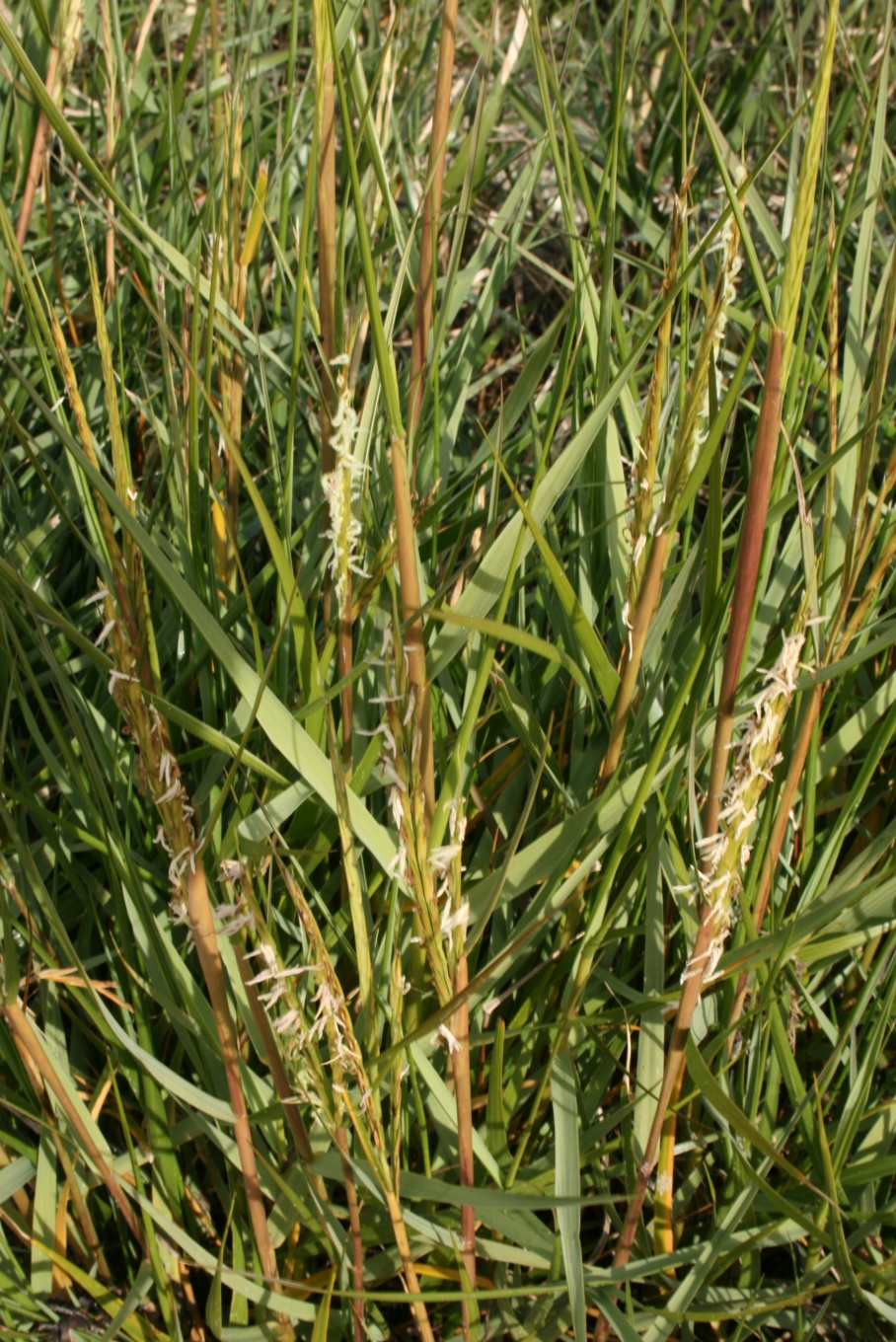
Tribus Cynodonteae: Salz-Schlickgras (Spartina anglica)

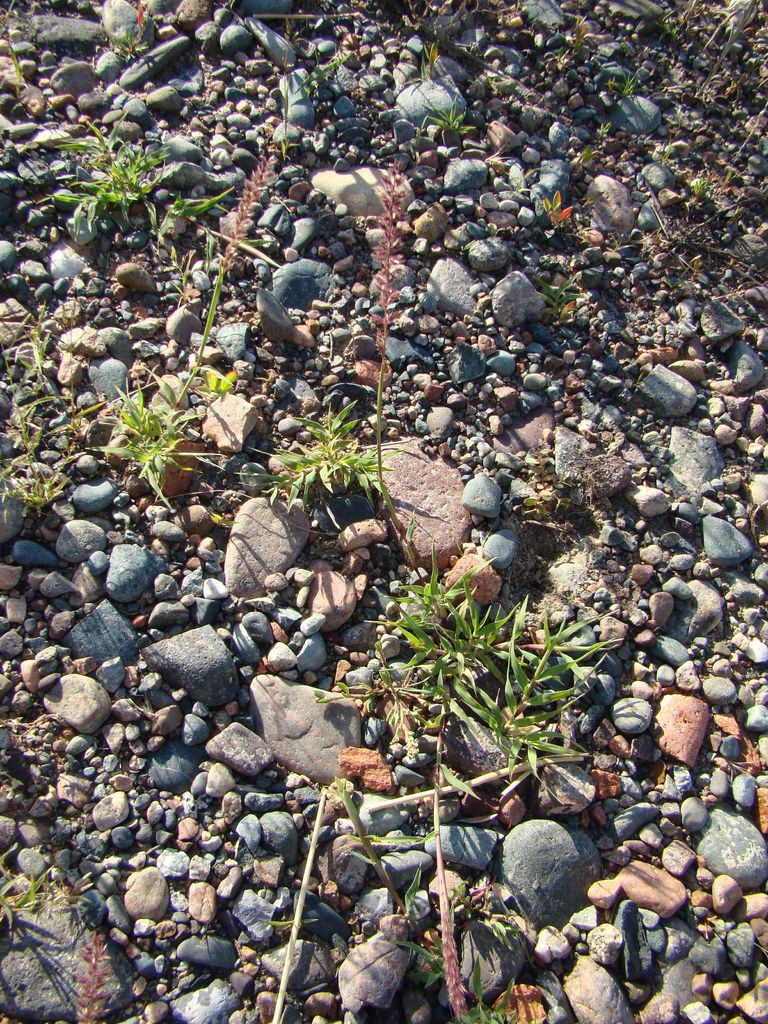
Tribus Cynodonteae: Traubiges Klettengras (Tragus racemosus)

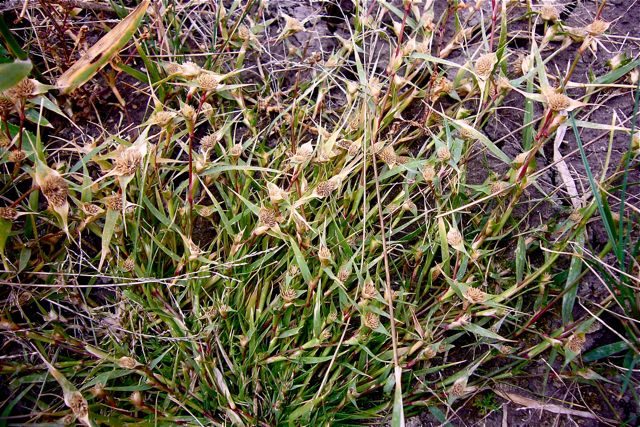
Tribus Eragrostideae: Starres Dornengras (Crypsis aculeata)

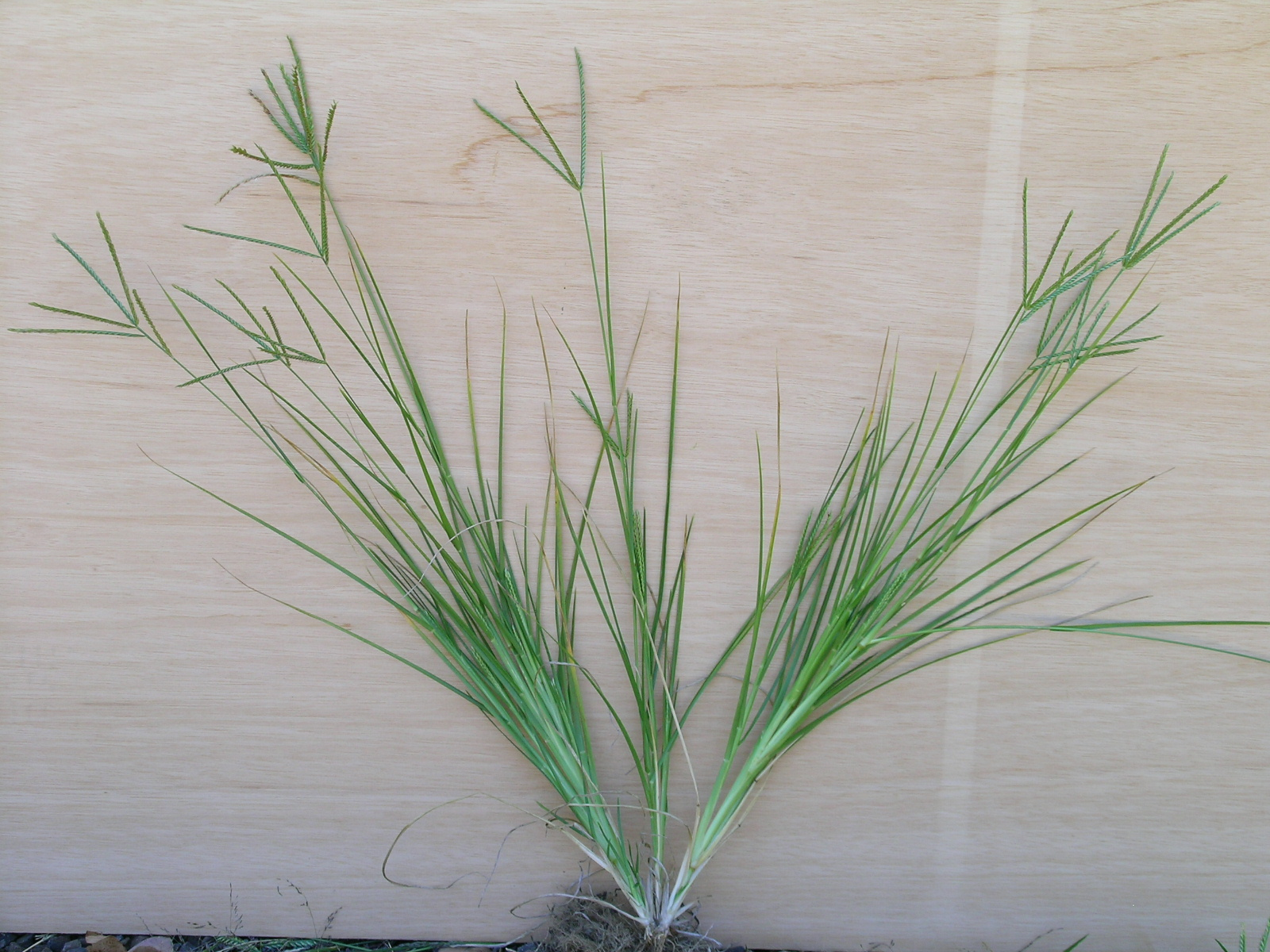
Tribus Eragrostideae: Eleusine indica

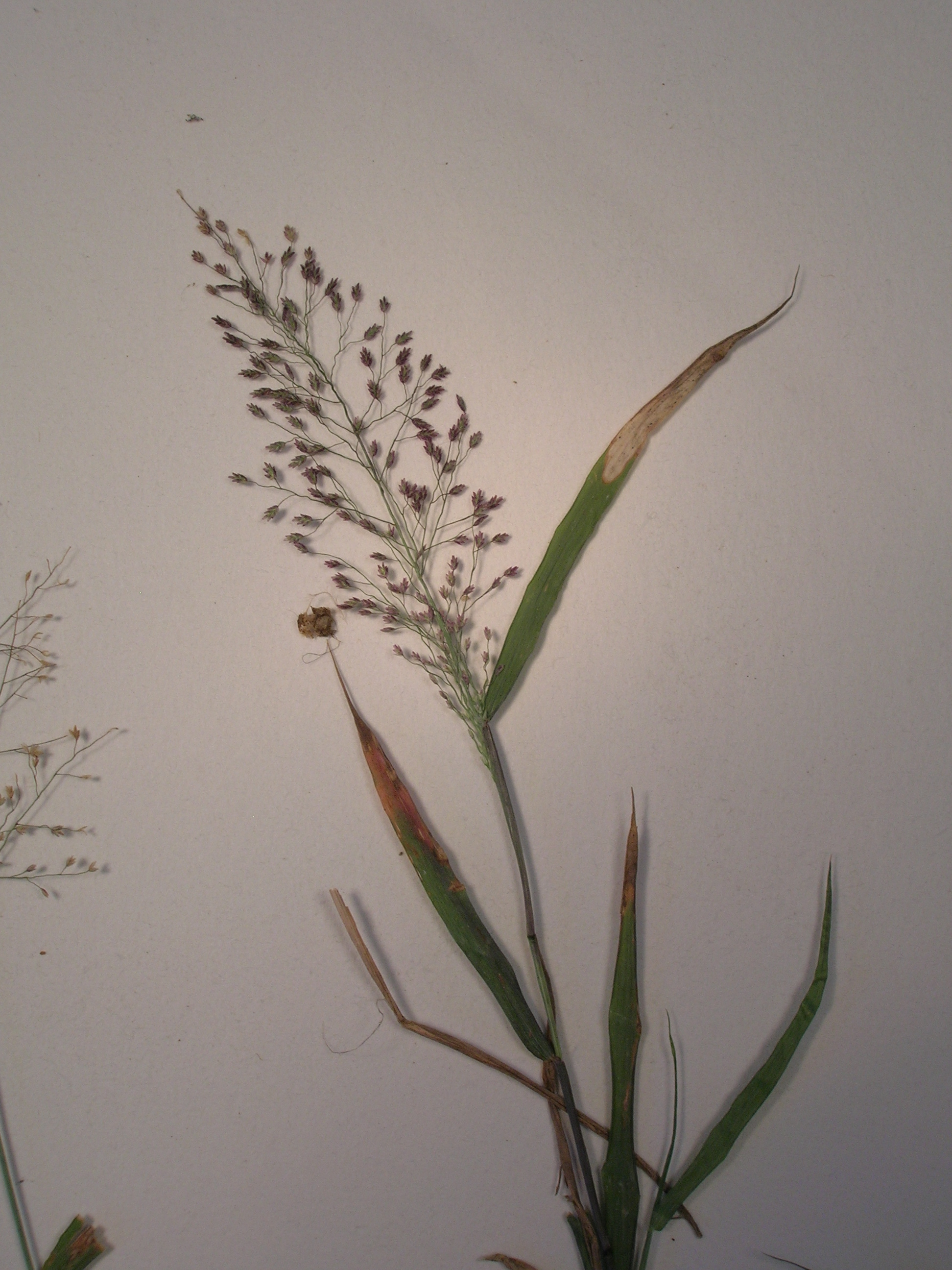
Tribus Eragrostideae: Eragrostis amabilis

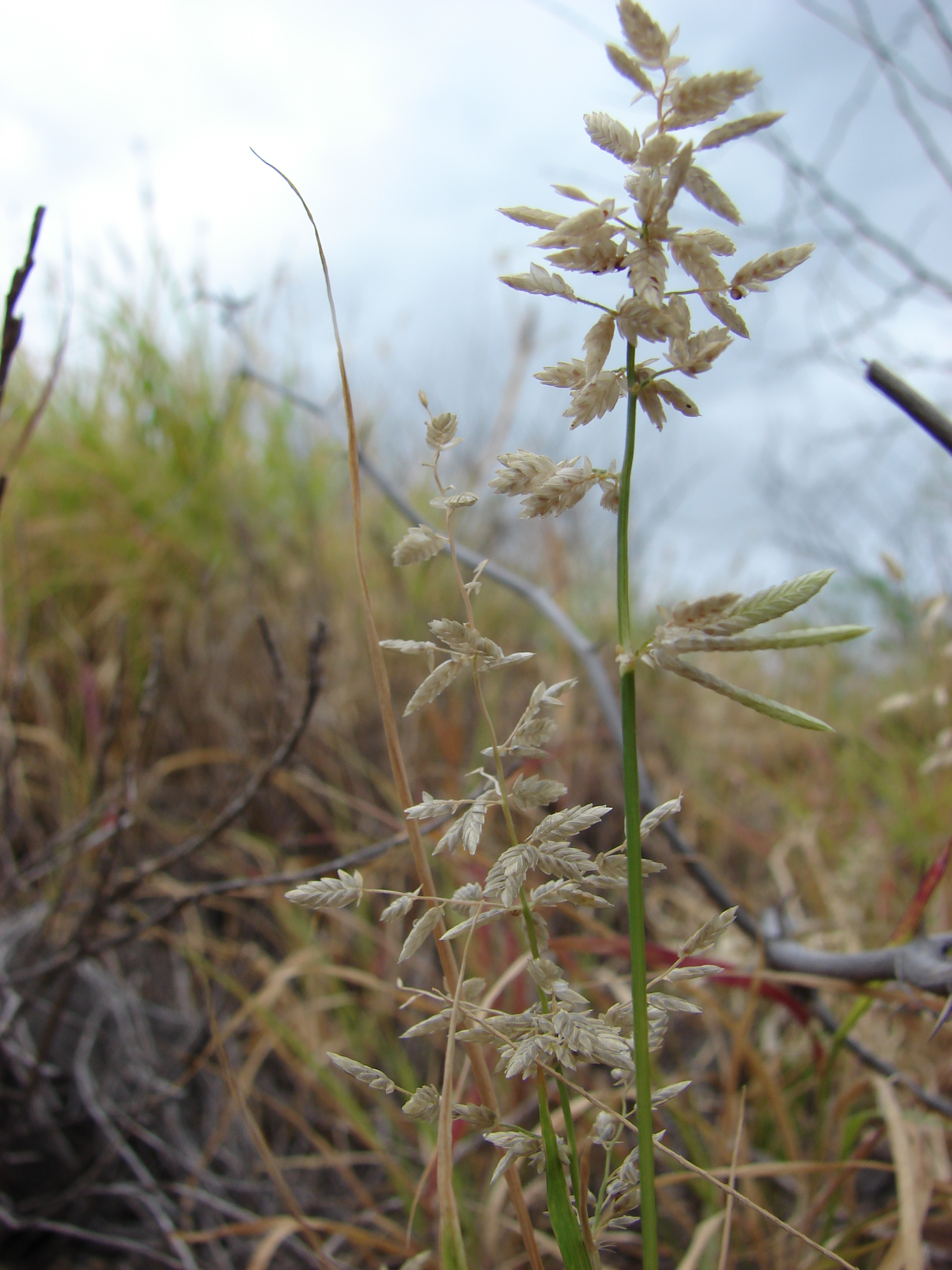
Tribus Eragrostideae: Großes Liebesgras (Eragrostis cilianensis)

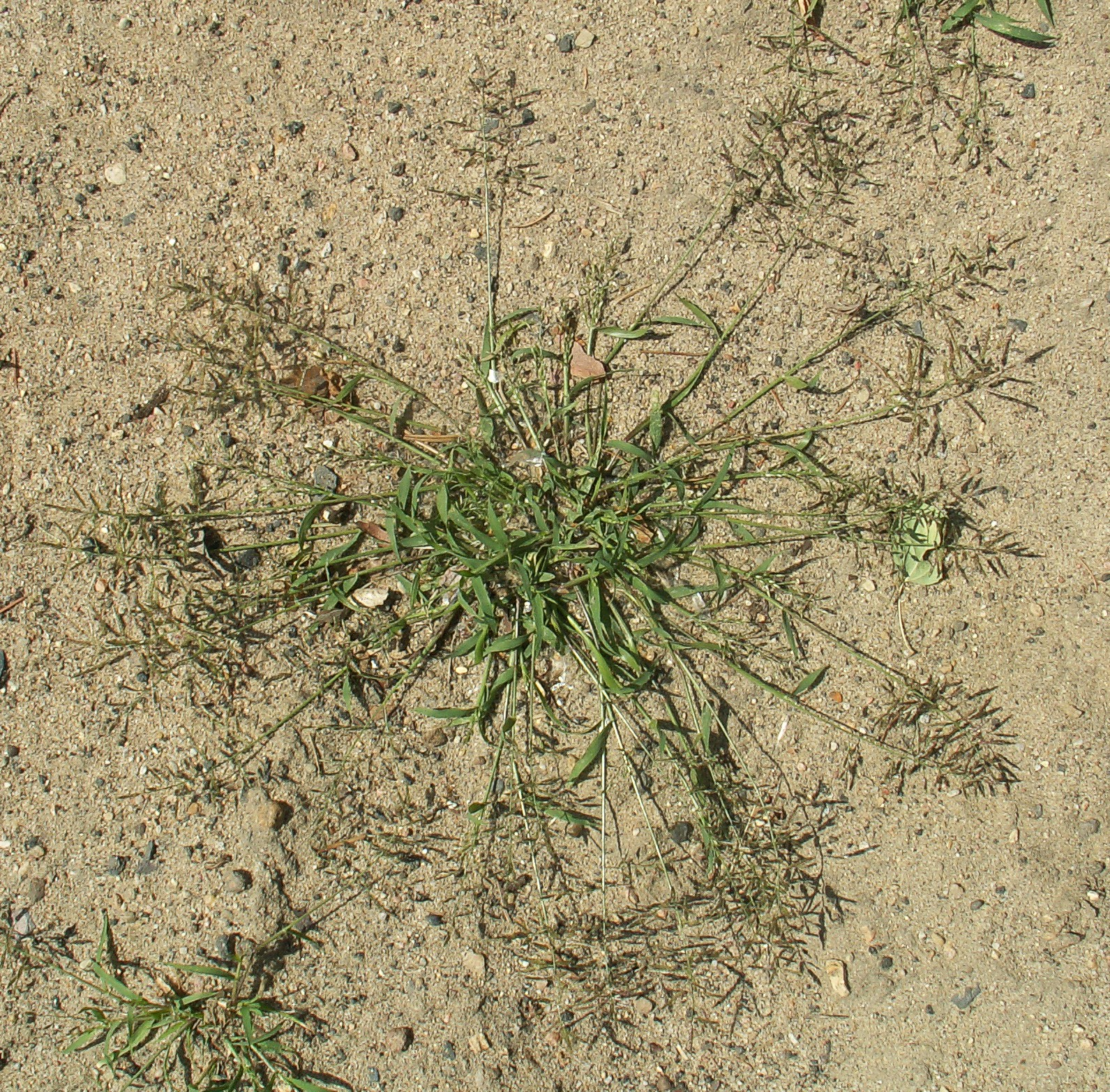
Tribus Eragrostideae: Kleines Liebesgras (Eragrostis minor)

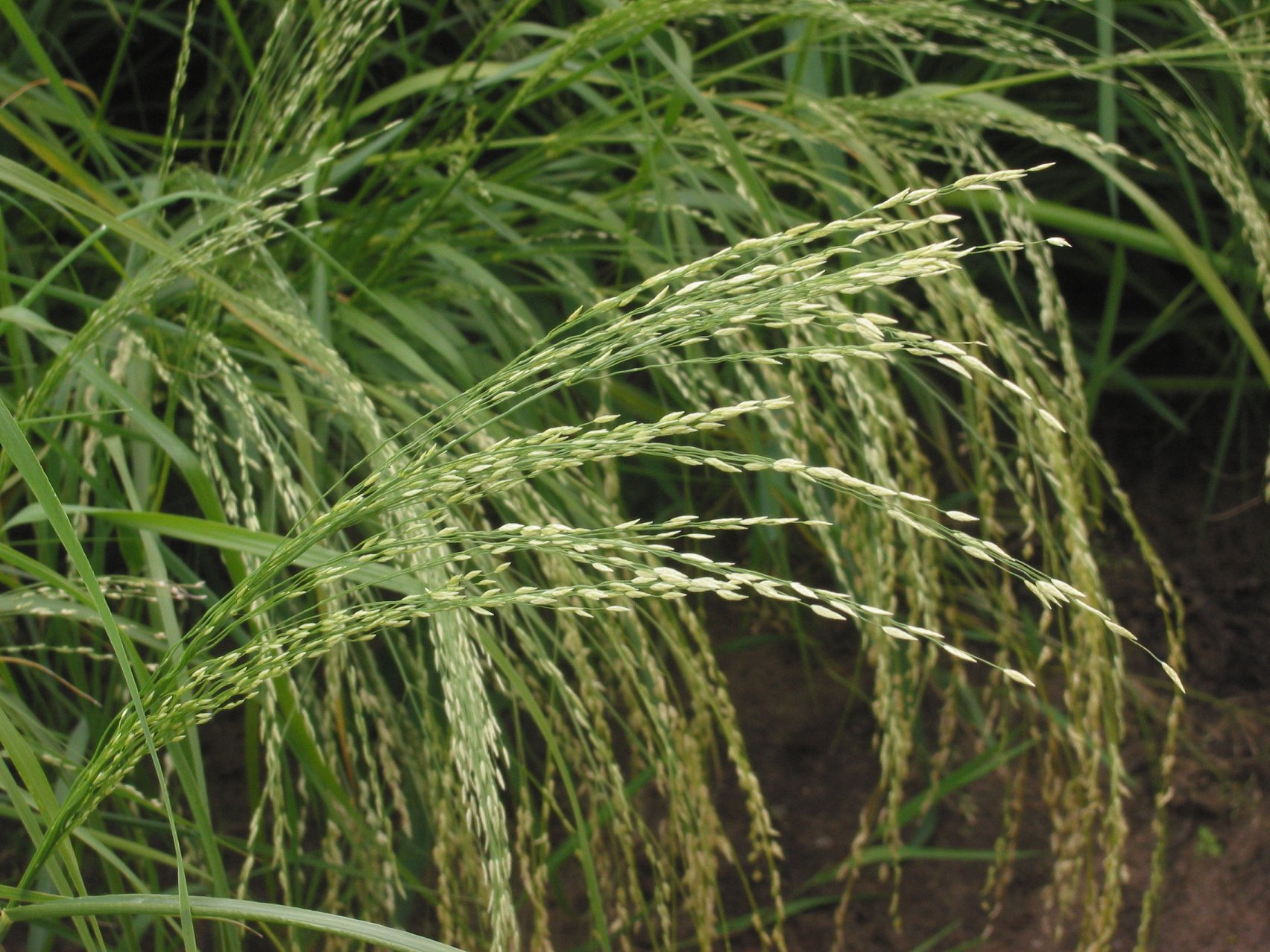
Tribus Eragrostideae: Teff (Eragrostis tef)

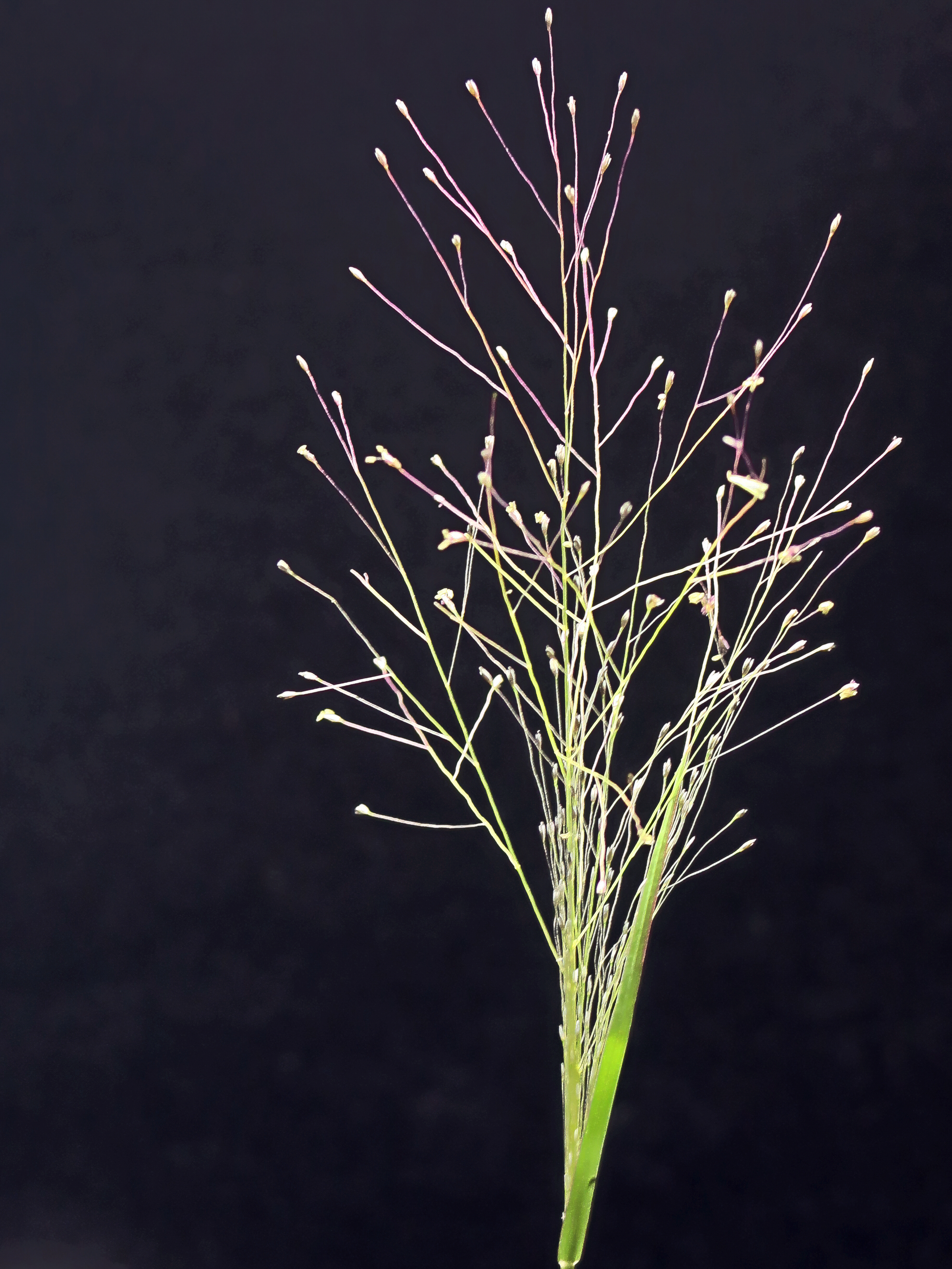
Tribus Eragrostideae: Muhlenbergia asperifolia

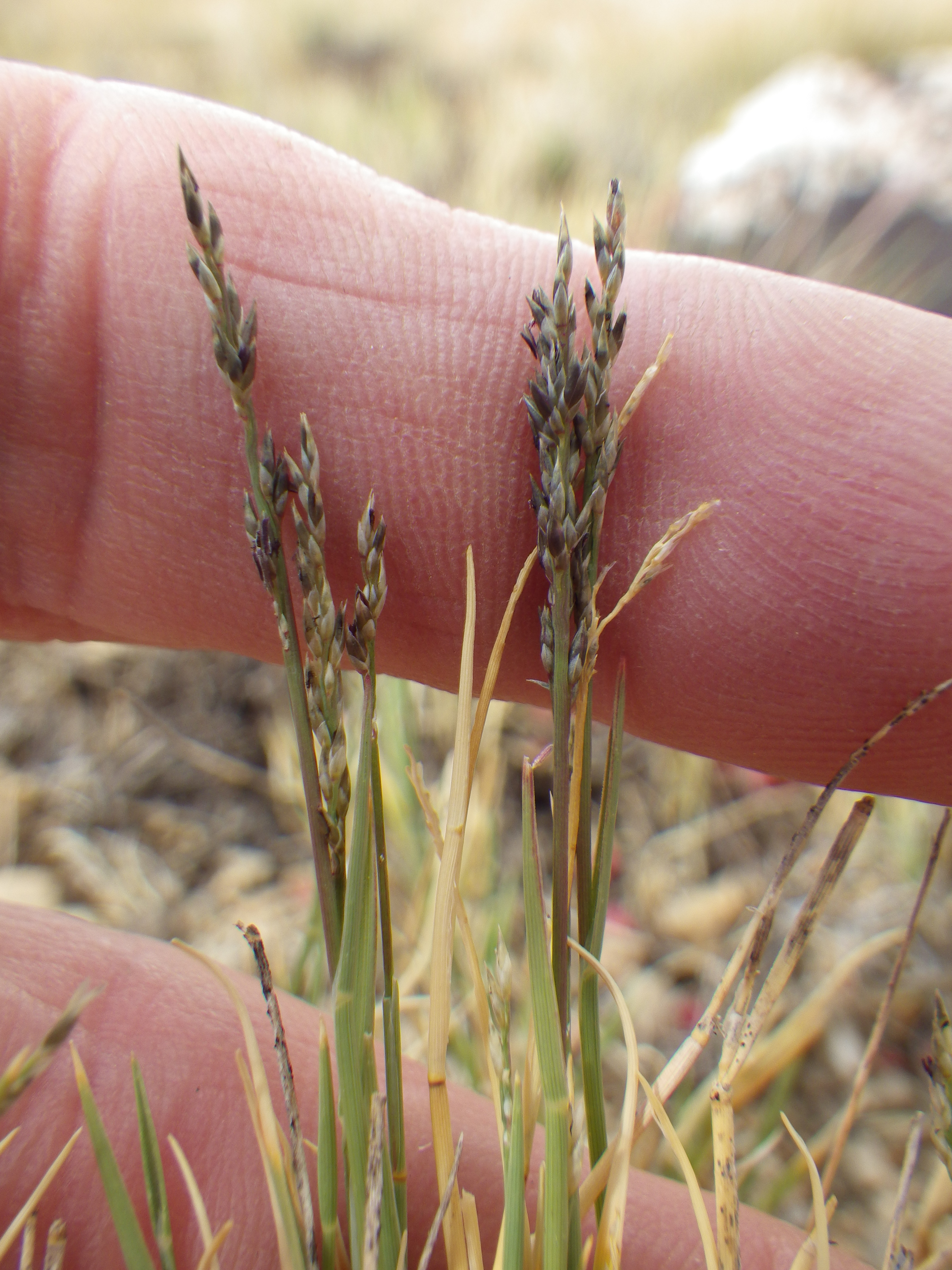
Tribus Eragrostideae: Muhlenbergia richardsonis

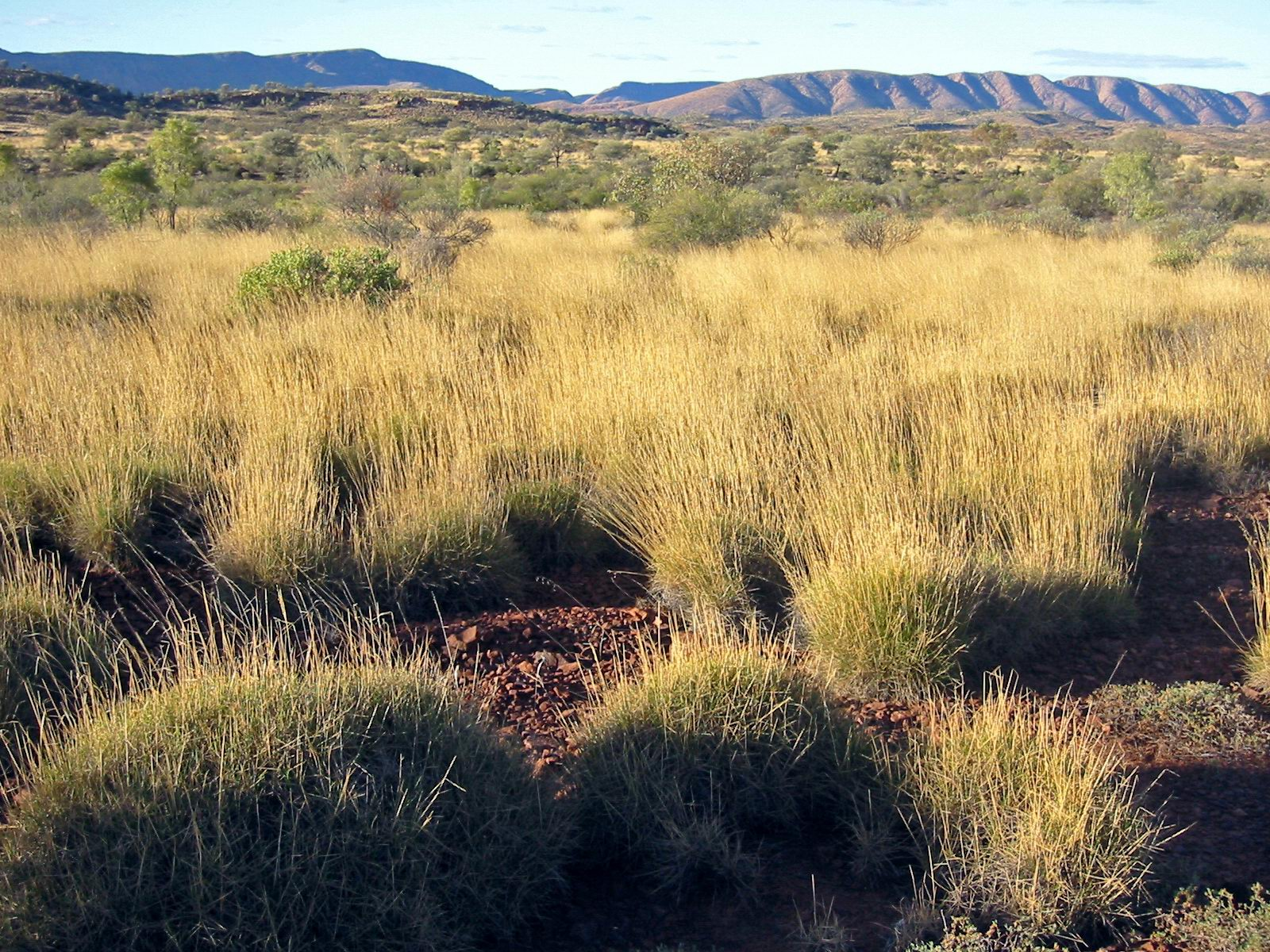
Tribus Eragrostideae: Stachelkopfgräser (Triodia) in Australien

2001 gab es folgende Triben in der Unterfamilie Chloridoideae:
- Tribus Cynodonteae Dumort.:[2]
  - Aegopogon Humb. & Bonpl. ex Willd.: Die etwa vier Arten sind von den südlichen USA über Mexiko bis Argentinien und Peru verbreitet. Sie werden aber von manchen Autoren in die Gattung Muhlenbergia gestellt.[3]
  - Afrotrichloris Chiov.: Die etwa zwei Arten kommen in Äthiopien und Somalia vor.[3]
  - Astrebla F.Muell.: Die etwa vier Arten kommen in Australien vor.[3]
  - Austrochloris Lazarides: Sie enthält nur eine Art:
    - Austrochloris dichanthioides (Everist) Lazarides: Sie kommt im australischen Bundesstaat Queensland vor.[3]

  - Bouteloua Lagasca: Die etwa 55 Arten kommen in der Neuen Welt vor.[3]
  - Brachyachne (Benth.) Stapf: Die etwa zehn Arten kommen im tropischen Afrika und zwischen Java und Australasien vor. Sie werden von manchen Autoren zu Cynodon gestellt.[3]
  - Buchloe Engelm.: Sie enthält nur eine Art:
    - Buchloe dactyloides (Nutt.) Engelm.: Sie ist von Nordamerika bis Mexiko weitverbreitet. Sie wird auch als Bouteloua dactyloides (Nutt.) Columbus zu Bouteloua gestellt.[3]

  - Catalepis Stent & Stapf: Sie enthält nur eine Art:
    - Catalepis gracilis Stent & Stapf: Sie kommt im südlichen Afrika vor.[3]

  - Chloris Sw.: Die etwa 52 Arten gedeihen in den Tropen und Subtropen.[3]
  - Chrysochloa Swallen: Die etwa vier Arten kommen im tropischen Afrika vor.[3]
  - Craspedorhachis Benth.: Die etwa drei Arten komme im südlichen tropischen Afrika, im südlichen Afrika und auf Madagaskar vorn.[3]
  - Ctenium Panzer: Die etwa 20 Arten kommen von den USA bis ins tropische Südamerika, im tropischen und südlichen Afrika und in Madagaskar vor.[3]
  - Hundszahngräser (Cynodon Rich.): Die etwa 14 Arten sind in der Alten Welt verbreitet.[3]
  - Daknopholis W.Clayton: Sie enthält nur eine Art:
    - Daknopholis boivinii (A.Camus) Clayton: Sie kommt in Kenia, Mosambik, in Madagaskar und Aldabra vor.[3]

  - Decaryella A.Camus: Sie enthält nur eine Art:
    - Decaryella madagascariensis A.Camus: Sie kommt in Madagaskar vor.[3]

  - Dignathia Stapf: Die etwa fünf Arten kommen im tropischen Ostafrika, auf der Arabischen Halbinsel und im nordwestlichen Indien vor.[3]
  - Enteropogon Nees: Die etwa 14 Arten gedeihen in den Tropen und Subtropen der Alten Welt.[3]
  - Eustachys Desv.: Die etwa 15 Arten kommen von den USA bis zum tropischen und subtropischen Amerika, auf der Arabischen Halbinsel und vom südlichen Afrika bis Neuguinea, China und Indochina vor.[3]
  - Farrago Clayton: Sie enthält nur eine Art:
    - Farrago racemosa Clayton: Dieser Endemit kommt nur im südlichen Tansania vor.[3]

  - Gymnopogon P.Beauv.: Die etwa 14 Arten kommen in Amerika und Indochina vor.[3]
  - Harpochloa Kunth: Die etwa zwei Arten kommen vom Kongogebiet bis zum südlichen Afrika vor.[3]
  - Hilaria Kunth (Syn.: Pleuraphis Torr.)_ Die etwa zehn Arten kommen von den USA bis Guatemala vor.[3]
  - Kampochloa Clayton: Sie enthält nur eine Art:
    - Kampochloa brachyphylla Clayton: Sie kommt in Angola und Sambia vor.[3]

  - Leptothrium Kunth: Die etwa drei Arten  kommen in Afrika, auf der Arabischen Halbinsel, auf den Kapverden, in Afghanistan, Pakistan, im Iran, auf Karibischen Inseln, in Kolumbien und Venezuela vor.[3]
  - Lepturidium Hitchc. & Ekman: Sie enthält nur eine Art:
    - Lepturidium insulare Hitchc. & Ekman: Sie kommt nur auf Kuba vor.[3]

  - Lepturopetium Morat: Von den nur zwei Arten kommt eine in Neukaledonien und die andere auf den Marshallinseln vor.[3]
  - Lintonia Stapf: Die etwa zwei Arten kommen im tropischen Ostafrika vor. Sie werden von manchen Autoren zu Chloris gestellt.[3]
  - Lopholepis Decne.: Sie enthält nur eine Art:
    - Lopholepis ornithocephala (Hook.) Steud.: Sie kommt in Indien und Sri Lanka vor. Sie wird von manchen Autoren zu Perotis gestellt.[3]

  - Melanocenchris Nees: Die etwa drei Arten kommen vom nordöstlichen tropischen Afrika und der Arabischen Halbinsel bis Indien, Bangladesch und Sri Lanka vor.[3]
  - Microchloa R.Br.: Die etwa sechs Arten gedeihen in den Tropen und Subtropen.[3]
  - Monelytrum Hack.: Sie enthält nur eine Art:
    - Monelytrum luederitzianum Hack. Sie kommt in Namibia hauptsächlich im westlichen und nördlichen Teil und im südlichen Angola vor und hat dort den deutschen Namen Lüderitzgras. Benannt worden ist es nach dem ersten Landbesitzer in Namibia, Adolf Lüderitz.[4]

  - Mosdenia Stent: Sie enthält nur eine Art:
    - Mosdenia leptostachys (Ficalho & Hiern) Clayton: Sie kommt im südlichen Afrika vor.[3]

  - Neobouteloua Gould: Die etwa zwei Arten kommen nur im nördlichen Argentinien vor.[3]
  - Neostapfiella A.Camus: Die etwa drei Arten kommen nur in Madagaskar vor.[3]
  - Oxychloris Lazarides: Sie enthält nur eine Art:
    - Oxychloris scariosa (F.Muell.) Lazarides: Sie kommt in Australien vor.[3]

  - Perotis Aiton: Due etwa 16 Arten gedeihen im tropischen und südlichen Afrika, vom tropischen und subtropischen Asien bis Australien und auf Inseln im westlichen Indischen Ozean.[3]
  - Pogonochloa C.E.Hubb.: Sie enthält nur eine Art:
    - Pogonochloa greenwayi C.E.Hubb.: Sie kommt in Sambia und Simbabwe vor.[3]

  - Polevansia De Winter: Sie enthält nur eine Art:
    - Polevansia rigida De Winter: Sie kommt in Südafrika und Lesotho vor.[3]

  - Pommereulla L.f.: Sie enthält nur eine Art:
    - Pommereulla cornucopiae L. f.: Sie kommt im südlichen Indien und in Sri Lanka vor.[3]

  - Pseudozoysia Chiov.: Sie enthält nur eine Art:
    - Pseudozoysia sessilis Chiov.: Sie kommt nur in Somalia vor.[3]

  - Schaffnerella Nash: Sie enthält nur eine Art:
    - Schaffnerella gracilis (Benth.) Nash: Sie wird auch zur Gattung Muhlenbergia gestellt.[3]

  - Schedonnardus Steud.: Sie enthält nur eine Art:
    - Schedonnardus paniculatus (Nutt.) Trel.. Sie wird auch von manchen Autoren zu Muhlenbergia gestellt.[3]

  - Schoenefeldia Kunth: Die etwa zwei Arten kommen von der Sahara bis zum südlichen Afrika und bis Indien und auf den Kapverdischen Inseln vor.[3]
  - Schlickgräser (Spartina Schreb.): Die etwa 16 Arten kommen an den Küsten von Nordamerika, Europa und Nordafrika vor. Sie werden von manchen Autoren auch in die Gattung Sporobolus eingegliedert.[3]
  - Tetrachaete Chiov.: Sie enthält nur eine Art:
    - Tetrachaete eleonuroides Chiov.: Sie kommt von Eritrea bis Tansania und auf der südlichen Arabischen Halbinsel vor.[3]

  - Tetrapogon Desf.: Die etwa zehn Arten kommen von den USA bis Nicaragua, auf Karibischen Inseln, in Afrika und von der Arabischen Halbinsel bis Zentralasien und zum Indischen Subkontinent vor.[3]
  - Klettengräser (Tragus Haller): Die etwa sieben Arten kommen im nordwestlichen Argentinien und von der Alten Welt bis zu den Inseln des südwestlichen Pazifik vor.[3] Darunter mit nur einer Art, die auch in Süd- und Mitteleuropa vorkommt:
    - Traubiges Klettengras (Tragus racemosus (L.) All.)

  - Trichloris E.Fourn. ex Benth.: Die etwa zwei Arten kommen in der Neuen Welt vor. Sie werden von manchen Autoren zu Leptochloa gestellt.[3]
  - Willkommia Hack.: Die etwa drei Arten kommen im tropischen und südlichen Afrika und eine Art in Oklahoma und Texas vor.[3]
  - Zoysia Willd.: Die etwa acht Arten kommen vom tropischen Asien bis zu Russlands Fernem Osten und bis zu den Inseln im Pazifik vor.[3]

- Tribus Eragrostideae Stapf:[5]
  - Acrachne Wight & Arn. ex Chiov.: Die etwa drei Arten sind in den Tropen und Subtropen bis nach Australien weitverbreitet.[3]
  - Aeluropus Trin.: Die etwa sechs Arten gedeihen an salzhaltigen Standorten vom Mittelmeerraum und Afrika bis zur Mongolei und von der Sahara bis zum indischen Subkontinent.[3]
  - Allolepis Soderstr. & H.F.Decker: Sie enthält nur eine Art:
    - Allolepis texana (Vasey) Soderstr. & H.F.Decker: Sie ist von Texas bis zum nordöstlichen Mexiko verbreitet.[3]

  - Apochiton C.E.Hubb.: Sie enthält nur eine Art:
    - Apochiton burttii C.E.Hubb.: Sie kommt in Tansania vor.[3]

  - Bewsia Gooss.: Sie enthält nur eine Art:
    - Bewsia biflora (Hack. ex Schinz) Gooss.: Sie kommt vom tropischen Westafrika bis Tansania und zum südlichen Afrika vor.[3]

  - Blepharidachne Hack.: Die etwa vier Arten sind von den USA bis ins nordöstliche Mexiko verbreitet und kommen auch im nördlichen Argentinien vor.[3]
  - Blepharoneuron Nash: Die nur zwei Arten sind von Nordamerika bis Mexiko weitverbreitet. Sie werden von manchen Autoren auch zur Gattung Muhlenbergia gestellt.[3]
  - Brachychloa S.M.Phillips: Die nur zwei Arten sind im südlichen Afrika und in Mosambik verbreitet.[3]
  - Calamovilfa (A.Gray) Hack. ex Scribn. & Southworth: Die etwa fünf Arten sind in Nordamerika weitverbreitet. Sie werden von manchen Autoren auch zu Sporobolus gestellt.[3]
  - Chaboissaea E.Fourn.: Sie enthält bis zu vier Arten, die aber auch zu Muhlenbergia gestellt werden.[3]
  - Cladoraphis Franch.: Die etwa zwei Arten sind in Angola und im südlichen Afrika verbreitet.[3]
  - Steifhalm[6] (Cleistogenes Keng, Syn.: Kengia Packer): Die etwa 16 Arten kommen in Eurasien vor. Darunter:
    - Herbst-Steifhalm[6] (Cleistogenes serotina (L.) Keng, Syn.: Diplachne serotina (L.) Link, Kengia serotina (L.) Packer): Er kommt von Europa bis Zentralasien vor.[3]

  - Coelachyrum Hochst. & Nees: Die etwa fünf Arten kommen in Afrika, Arabien und auf dem indischen Subkontinent vor.[3]
  - Dornengräser (Crypsis Aiton): Die etwa neun Arten sind vom Mittelmeerraum bis China und im tropischen Afrika weitverbreitet. Sie werden von manchen Autoren auch zur Gattung Sporobolus gerechnet.[3] Hierher gehört beispielsweise:
    - Starres Dornengras (Crypsis aculeata (L.) Aiton)

  - Dactyloctenium Willd.: Sie enthält etwa 13 Arten, die in Afrika und vom tropischen und subtropischen Asien bis Australien vorkommen.[3]
  - Dasyochloa Willd. ex Rydb.: Sie enthält nur eine Art:
    - Dasyochloa pulchella (Kunth) Willd. ex Rydb., die in Nordamerika und Mexiko vorkommt. Sie wird auch als Munroa pulchella (Kunth) Amarilla zur Gattung Munroa gestellt.[3]

  - Desmostachya (Stapf) Stapf: Sie enthält nur eine Art:
    - Desmostachya bipinnata (L.) Stapf, die von der Sahara bis Tansania und Indochina vorkommt.[3]

  - Dinebra Jacq.: Die etwa drei oder acht Arten kommen von Afrika bis Indien, auf den Andamanen und Nikobaren und vom östlichen Australien bis zu den Inseln im südlichen Pazifik vor.[3]
  - Distichlis Raf.: Die etwa zehn Arten kommen im gemäßigten und subtropischen Amerika und in Australien vor.[3]
  - Drake-brockmania Stapf, mit zwei Arten in Afrika, die aber auch zu Dinebra gestellt werden.[3]
  - Ectrosia R.Br. (Syn.: Planichloa B.K.Simon), mit etwa 14 Arten, die von Malesien bis zu den Karolinen  und zum nördlichen Australien vorkommen.[3]
  - Ectrosiopsis (Ohwi) Jansen: Sie enthält nur eine Art:
    - Ectrosiopsis lasioclada (Merr.) Jansen, die in Australien, Neuguinea und auf den Karolinen vorkommt. Sie wird auch als Ectrosia lasioclada (Merr.) S.T.Blake zu Ectrosia gestellt.[3]

  - Eleusine Gaertn.: Die etwa zehn Arten sind von Subtropen bis Tropen der Alten Welt und von Brasilien bis zum südlichen Südamerika verbreitet.[3] Darunter:
    - Fingerhirse (Eleusine coracana (L.) Gaertn.)

  - Entoplocamia Stapf: Sie enthält nur eine Art:
    - Entoplocamia aristulata (Hack. ex Rendle) Stapf: Sie kommt in Angola und Namibia vor[3] und dort deutsch Knopfgras heißt[7]

  - Eragrostiella Bor: Die etwa sechs Arten sind von Äthiopien bis Tansania, vom indischen Subkontinent bis Indochina sowie Chin und im nordöstlichen Australien verbreitet.[3]
  - Liebesgräser (Eragrostis Wolf, Syn.: Thellungia Stapf): Die etwa 350 Arten sind kosmopolitisch verbreitet.[3] Darunter beispielsweise:
    - Teff (Eragrostis tef (Zucc.) Trotter)

  - Erioneuron Nash: Die etwa zwei Arten sind von den USA bis Mexiko und von Bolivien bis Argentinien verbreitet.[3]
  - Fingerhuthia Nees, mit zwei Arten, die vom südlichen tropischen bis ins südliche Afrika, auf der Arabischen Halbinsel und vom östlichen Afghanistan bis zum westlichen Pakistan vorkommen.[3]
  - Gouinia E.Fourn.: Die etwa elf Arten sind von Mexiko bis ins tropische Südamerika verbreitet.[3]
  - Habrochloa C.E.Hubb.: Sie enthält nur eine Art:
    - Habrochloa bullockii C.E.Hubb.: Sie kommt in Kamerun vor und von Tansania bis ins südliche tropische Afrika.[3]

  - Halopyrum Stapf: Sie enthält nur eine Art:
    - Halopyrum mucronatum (L.) Stapf: Sie kommt von Ägypten bis Mosambik, von der Arabischen Halbinsel bis zum Indischen Subkontinent und auf Madagaskar vor.[3]

  - Harpachne Hochst. ex A.Rich., mit drei Arten, die vom Kongogebiet bis Eritrea und zum südlichen tropischen Afrika vorkommen, außerdem auf der Arabischen Halbinsel und in China.[3]
  - Heterachne Benth., mit etwa drei Arten im nördlichen Australien.[3]
  - Hubbardochloa Auquier: Sie enthält nur eine Art:
    - Hubbardochloa gracilis Auquier: Sie kommt von Ruanda bis Sambia vor.[3]

  - Indopoa Bor: Sie enthält nur eine Art:
    - Indopoa paupercula (Stapf) Bor, die in Indien vorkommt.[3]

  - Jouvea E.Fourn., mit zwei Arten, die von Mexiko bis Ecuador vorkommen.[3]
  - Kengia Packer: Sie enthält nur eine Art:
    - Kengia kitagawae (Honda) Packer, die in nordöstlichen China vorkommt. Sie wird auch als Cleistogenes kitagawae Honda zu Cleistogenes gestellt.[3]

  - Leptocarydion Hochst. ex Stapf: Sie enthält nur eine Art:
    - Leptocarydion vulpiastrum (De Not.) Stapf: Sie kommt von Eritrea bis ins südliche Afrika, auf Madagaskar und auf der südwestlichen Arabischen Halbinsel vor.[3]

  - Leptochloa P.Beauv., mit etwa 30 Arten; sie sind in den Tropen und Subtropen bis zu den USA beheimatet.[3]
  - Lophacme Stapf, mit zwei Arten, die im südlichen tropischen und im südlichen Afrika vorkommen.[3]
  - Lycurus Kunth: Die etwa drei Arten sind in der Neotropis verbreitet. Sie werden von manchen Autoren auch zu Muhlenbergia gestellt.[3]
  - Monanthochloe Engelm., mit zwei Arten in den südlichen USA, auf Karibischen Inseln und Argentinien. Sie werden von manchen Autoren auch zu Distichlis gestellt.[3]
  - Monodia S.W.L.Jacobs: Sie enthält nur eine Art:
    - Monodia stipoides S.W.L.Jacobs, die in Westaustralien vorkommt. Sie wird auch als Triodia stipoides (S.W.L.Jacobs) Crisp & Mant zu Triodia  gestellt.[3]

  - Muhlenbergia Schreb. (Syn.:Bealia Scribn.[3]), mit etwa 176 Arten, die von Afghanistan bis zu Russlands Fernem Osten und zum tropischen Asien und außerdem in Amerika vorkommen.[3]
  - Munroa Torr.: Die etwa sechs Arten kommen in Kanada, USA, Mexiko und von Peru bis zum nördlichen Argentinien vor.[3]
  - Myriostachya (Benth.) Hook. f.: Sie enthält nur eine Art:
    - Myriostachya wightiana (Nees ex Steud.) Hook. f., die in Indien, Bangladesch, Sri Lanka, in Myanmar, Thailand, Malaysia und auf Sumatra vorkommt.[3]

  - Neesiochloa Pilg.: Sie enthält nur eine Art:
    - Neesiochloa barbata (Nees) Pilg. im nordöstlichen Brasilien.[3]

  - Neyraudia Hook. f., mit vier Arten, die von Tansania bis Malawi, auf Madagaskar und vom Indischen Subkontinent bis China und Malesien vorkommen.[3]
  - Ochthochloa Edgew., mit nur einer Art:
    - Ochthochloa compressa (Forssk.) Hilu: Sie kommt von der Sahara bis zum nordwestlichen Indien vor.[3] Sie wird auch als Chloris flagellifera (Nees) P.M.Peterson zur Gattung Chloris gestellt.

  - Odyssea Stapf, mit nur einer Art:
    - Odyssea paucinervis (Nees) Stapf: Sie kommt in Somalia und von Tansania bis ins südliche Afrika vor.[3]

  - Orinus Hitchc., mit zwei Arten, die von Zentralasien bis zum Himalaja und bis China vorkommen.[3]
  - Oropetium Trin., mit sechs Arten, die in Afrika, auf der Arabischen Halbinsel und vom Indischen Subkontinent bis Indochina vorkommen.[3]
  - Pereilema J.Presl, mit vier Arten in den Tropen Amerikas. Sie werden von manchen Autoren auch zu Muhlenbergia gestellt.[3]
  - Plectrachne Henrard mit bis zu 16 Arten in Australien, die aber auch zu Triodia gestellt werden.[3]
  - Pogonarthria Stapf, mit vier Arten im tropischen und südlichen Afrika und in Madagaskar.[3]
  - Pogononeura Napper: Sie enthält nur eine Art:
    - Pogononeura biflora Napper, die in Uganda und Tansania vorkommt.[3]

  - Psammagrostis C.A.Gardner & C.E.Hubb.: Sie enthält nur eine Art:
    - Psammagrostis wiseana C.A.Gardner & C.E.Hubb., die im westlichen Western Australia vorkommt.[3]

  - Psilolemma S.M.Phillips: Sie enthält nur eine Art:
    - Psilolemma jaegeri (Pilg.) S.M.Phillips, die im östlich-zentralen und im östlichen tropischen Afrika vorkommt.[3]

  - Redfieldia Vasey: Sie enthält nur eine Art:
    - Redfieldia flexuosa (Thurb.) Vasey, die in den USA vorkommt. Sie wird auch als Muhlenbergia multiflora Columbus zur Gattung Muhlenbergia gestellt.[3]

  - Reederochloa Soderstr. & H.F.Decker: Sie enthält nur eine Art:
    - Reederochloa eludens Soderstr. & H.F.Decker, die in Mexiko vorkommt. Sie wird von manchen Autoren auch zur Gattung Distichlis gestellt.[3]

  - Rheochloa Filg., P.M.Peterson & Y.Herrera: Sie enthält nur eine Art:
    - Rheochloa scabriflora Filg., P.M.Peterson & Y.Herrera, die in Brasilien vorkommt.[3]

  - Richardsiella Elffers & Kenn.-O'Byrne: Sie enthält nur eine Art:
    - Richardsiella eruciformis Elffers & Kenn.-O'Byrne, die in Sambia und in der Demokratischen Republik Kongo vorkommt.[3]

  - Schenckochloa J.J.Ortíz, mit nur einer Art:
    - Schenckochloa barbata (Hack.) J.J.Ortíz: Sie kommt im nordöstlichen Brasilien vor.[3]

  - Sclerodactylon Stapf: Sie enthält nur eine Art:
    - Sclerodactylon macrostachyum (Benth.) A.Camus, die vom östlichen Tansania bis zum nordöstlichen Mosambik, auf den Inseln im westlichen Indischen Ozean und auf den Andamanen und Nikobaren vorkommt.[3]

  - Scleropogon Phil.: Sie enthält nur eine Art:
    - Scleropogon brevifolius Phil.: Sie kommt von den südwestlichen und westlich-zentralen USA bis Mexiko und im nordwestlichen Argentinien vor.[3]

  - Silentvalleya V.J.Nair, Sreek., Vajr. & Bhargavan: Sie enthält seit 2012 zwei Arten:
    - Silentvalleya nairii V.J.Nair, Sreek., Vajr. & Bhargavan: ie im südwestlichen Indien und auf den Lakkadiven vorkommt.[3]
    - Silentvalleya chandwadensis Gosavi, B.R.Pawar & S.R.Yadav: Sie wurde 2012 aus dem indischen Bundesstaat Maharashtra erstbeschrieben.[3]

  - Sohnsia Airy Shaw: Sie enthält nur eine Art:
    - Sohnsia filifolia (E.Fourn.) Airy Shaw: Sie kommt nur im nordöstlichen Mexiko vor.[3]

  - Sporobolus R.Br., mit zunächst etwa 160 Arten. Die Gattung ist kosmopolitisch verbreitet. Schließt man die Arten der Gattungen Spartina und Crypsis hier ein, so sind es insgesamt etwa 220 Arten. In Europa kommen aber ursprünglich nur etwa neun Arten der Gattung Sporobolus s.l. vor; zusammen mit den Neophyten sind es 18 Arten.[3] Darunter:
    - Tautropfengras (Sporobolus heterolepis A Gray)
    - Indisches Fallsamengras (Sporobolus indicus (L.) R.Br.)

  - Steirachne Ekman, mit zwei Arten, die in Brasilien, in Guayana und in Venezuela vorkommen.[3]
  - Swallenia Soderstr. & H.F.Decker: Sie enthält nur eine Art:
    - Swallenia alexandrae (Swallen) Soderstr. & H.F.Decker: Dieser Endemit kommt nur im östlichen Kalifornien vor.[3]

  - Symplectrodia Lazarides: Die etwa zwei Arten kommen in Australien vor. Sie werden von manchen Autoren aber zu Triodia gestellt.[3]
  - Tetrachne Nees: Sie enthält nur eine Art:
    - Tetrachne dregei Nees, die im südlichen Afrika vorkommt.[3]

  - Trichoneura Andersson, mit etwa acht Arten, die im tropischen und südlichen Afrika, von Ägypten bis zur Arabischen Halbinsel, von Texas bis ins nordöstliche Mexiko, in Peru, im nördlichen Chile und auf den Galapagosinseln vorkommen.[3]
  - Tridens Roem. & Schult., mit etwa 13 Arten, die von den USA bis ins nordöstliche Mexiko und im tropischen Südamerika vorkommen.[3]
  - Triodia R.Br. (Syn.: Plectrachne Henrard), mit etwa 80 Arten in Australien.[3]
  - Triplasis P.Beauv.: Die nur zwei Arten kommen in Ontario, in den USA, Mexiko, Honduras und Costa Rica vor.[3]
  - Tripogon Roem. & Schult., mit etwa 49 Arten, die von den Tropen und Subtropen der Alten Welt bis ins gemäßigte Asien und von Bolivien bis ins südliche Südamerika vorkommen.[3]
  - Triraphis R.Br., mit etwa acht Arten, die in den Trockengebieten Afrikas, auf der Arabischen Halbinsel, in Australien und in Brasilien vorkommen.[3]
  - Uniola L., mit fünf Arten, die von der südöstlichen USA bis Panama, in der Karibik und von Venezuela bis ins westliche Südamerika vorkommen.[3]
  - Urochondra C.E.Hubb.: Sie enthält nur eine Art:
    - Urochondra setulosa (Trin.) C.E.Hubb., die vom nordöstlichen tropischen Afrika bis ins nordwestliche Indien vorkommt.[3]

  - Vaseyochloa Hitchc.: Sie enthält nur eine Art:
    - Vaseyochloa multinervosa (Vasey) Hitchc.: Sie kommt nur in Texas vor.[3]

  - Viguierella A.Camus: Sie enthält nur eine Art:
    - Viguierella madagascariensis A.Camus: Sie kommt auf Madagaskar vor.[3]
- Tribus Leptureae:[8]
  - Lepturus R.Br.: Die etwa 15 Arten kommen von den Küsten von Somalia bis ins südliche Afrika, auf Inseln im westlichen Indischen Ozean und von den Tropen und Subtropen Asiens bis zum Pazifik vor.[3]
- Tribus Orcuttieae Reeder:[9]
  - Neostapfia Burtt Davy: Sie enthält nur eine Art:
    - Neostapfia colusana (Burtt Davy) Burtt Davy: Sie kommt nur im zentralen Kalifornien vor.[3]

  - Orcuttia Vasey, mit fünf Arten in Kalifornien und im nordwestlichen Mexiko.[3]
  - Tuctoria Reeder, mit drei Arten in Kalifornien und im nordwestlichen Mexiko.[3]
- Tribus Pappophoreae Kunth:[10]
  - Cottea Kunth: Sie enthält nur eine Art:
    - Cottea papporhoroides Kunth: Sie ist von den südlichen USA über Mexiko bis Ecuador und Argentinien verbreitet.[3]

  - Enneapogon Desv. ex P. Beauv.: die etwa 25 Arten kommen von den Subtropen bis Tropen der Alten Welt bis in die gemäßigten Gebieten Asiens, von den USA bis Mexiko und von Peru bis ins nördliche Argentinien vor.[3]
  - Kaokochloa De Winter: Sie enthält nur eine Art:
    - Kaokochloa nigrirostris De Winter: Es ist ein Endemit in Namibia (Kaokoveld, Namib).[3]

  - Pappophorum Schreb.: Die etwa sieben Arten sind von Arizona bis Texas und Honduras in der Karibik und im tropischen Südamerika weitverbreitet.[3]
  - Schmidtia Steud. ex J.A.Schmidt: Die etwa zwei Arten kommen in Afrika von der Sahara bis Sokotra und Südafrika, auf den Kapverden und in Pakistan vor.[3]
- Incertae sedis innerhalb der Unterfamilie:
  - Centropodia (R.Br.) Rchb.: Die etwa vier Arten kommen von Afrika bis Zentralasien und Pakistan vor.[3]

Doch 2017 ist der Umfang und die Gliederung anders.
Nicht mehr in diese Unterfamilie, sondern in die der Danthonioideae mit der einzigen Tribus Danthonieae wird gestellt:
- Austroderia N.P.Barker & H.P.Linder[12]
- Capeochloa H.P.Linder & N.P.Barker[12]
- Chaetobromus Nees[12]
- Chimaerochloa H.P.Linder[12]
- Chionochloa Zotov[12]
- Cortaderia Stapf[12]
- Traubenhafer (Danthonia DC.)[12]
- Geochloa H.P.Linder & N.P.Barker[12]
- Merxmuellera Conert:[12] Die etwa sieben Arten kommen in Äthiopien, im südlichen tropischen Afrika, im südlichen Afrika und in Madagaskar vor.[3]
- Notochloe Domin[12]
- Pentameris P.Beauv.[12]
- Phaenanthoecium C.E.Hubb.[12]
- Plinthanthesis Steud.[12]
- Pseudopentameris Conert[12]
- Rytidosperma Steud.[12]
- Schismus P.Beauv.[12]
- Tenaxia N.P.Barker & H.P.Linder[12]
- Tribolium Desv.[12]